# Eupodotis savilei
Eupodotis savilei là một loài chim trong họ Otididae.